# Utsusemi
Utsusemi (ウツセミ?) è il nono album della rock band visual kei giapponese Plastic Tree. È stato pubblicato il 24 settembre 2008 dalla Universal Music Japan ed è il secondo album più venduto dal gruppo: ha raggiunto la 9ª posizione nella classifica ufficiale giapponese Oricon dove è rimasto per cinque settimane.
Esistono due edizioni dell'album: una normale con custodia jewel case, ed una speciale in edizione limitata con custodia jewel case, cover diversa e DVD extra.
Utsusemi è l'ultima collaborazione del batterista Hiroshi Sasabuchi con i Plastic Tree, che lascerà la band nel marzo del 2009.

## Nome
Il nome dell'album è una parola che in giapponese ha molti significati: il principale è "cicala", ma può anche voler dire "uomo di mondo", o ancora "il mondo reale"; Utsusemi è anche un personaggio del romanzo Genji monogatari che rappresenta simbolicamente la caparbietà delle proprie idee. Il fatto poi che il titolo sia scritto in katakana, un sillabario puramente fonetico usato per trascrivere parole straniere, rende ancora più ambigua l'attribuzione del significato. I Plastic Tree stessi hanno diramato la questione dichiarando in un'intervista che la parola "utsusemi" è stata scelta nel significato di "il mondo reale" per indicare che l'album contiene le idee e le personalità vere dei quattro artisti in questo momento della loro vita. Giocando sull'omonimia, comunque, il materiale promozionale dell'album è decorato con immagini di cicale.

## Tracce
Dopo il titolo è indicata fra parentesi "()" la grafia originale del titolo, eventuali note sono riportate dopo il punto e virgola ";".
1. ~Kisokuteki na yonbyōshi~ (〜規則的な四拍子〜?) - 0:16 (Ryūtarō Arimura, Akira Nakayama, Tadashi Hasegawa, Hiroshi Sasabuchi)
2. Utsusemi (うつせみ?) - 5:26 (Ryūtarō Arimura - Tadashi Hasegawa)
3. Tetris (テトリス?) - 4:36 (Ryūtarō Arimura)
4. Replay (Utsusemi ban) (リプレイ（ウツセミ版）?) - 5:16 (Ryūtarō Arimura)
5. Melt (メルト?) - 4:33 (Tadashi Hasegawa)
6. Dummy Box (Dummy Box?) - 4:46 (Akira Nakayama)
7. Q (Q?) - 3:16 (Tadashi Hasegawa)
8. Fiction (フィクション?) - 6:02 (Ryūtarō Arimura - Akira Nakayama)
9. Shayō (斜陽?) - 3:51 (Ryūtarō Arimura - Akira Nakayama)
10. GEKKO OVERHEAD (GEKKO OVERHEAD?) - 4:18 (Akira Nakayama)
11. Balloon (バルーン?) - 5:31 (Tadashi Hasegawa)
12. ~Seiten, kansei, kaiten mokuba no mae~ (〜晴天、喚声、回転木馬の前〜?) - 0:25 (Ryūtarō Arimura, Akira Nakayama, Tadashi Hasegawa, Hiroshi Sasabuchi)
13. Alone Again, Wonderful World (Utsusemi ban) (アローンアゲイン、ワンダフルワールド（ウツセミ版）?) - 5:15 (Ryūtarō Arimura)
14. Kioku iki (記憶行き?) - 6:11 (Ryūtarō Arimura)
15. ~Sankakukei no kōzu~ (〜三角形の構図〜?) - 1:15 (Ryūtarō Arimura, Akira Nakayama, Tadashi Hasegawa, Hiroshi Sasabuchi); bonus track presente solo nell'edizione normale dell'album
16. Closer (Closer?) - 4:11 (Akira Nakayama - Ryūtarō Arimura); bonus track presente solo nell'edizione normale dell'album

### DVD
Registrazione di un concerto dal vivo presso il parco giochi Hanayashiki di Asakusa.
1. Yume no shima (夢の島?)
2. 37 °C (37 °C?)
3. Alone Again, Wonderful World (アローンアゲイン、ワンダフルワールド?)
4. Replay (リプレイ?)
5. Saishū densha (最終電車?)
6. Spica (スピカ?)
7. Trance Orange (ランスオレンジ?)

## Singoli
- 09/04/2008 - Alone Again, Wonderful World
- 13/08/2008 - Replay/Dolly

## Formazione
- Ryūtarō Arimura - voce e seconda chitarra
- Akira Nakayama - chitarra, cori, PC
- Tadashi Hasegawa - basso e cori
- Hiroshi Sasabuchi - batteria